# Mollivirus
Mollivirus (лат.) — род вирусов, на данный момент представлен единственным видом — Mollivirus sibericum; поражает амёб Acanthamoeba. Вирус был открыт в 2015 году исследовательской группой во главе с Жаном-Мишелем Клаври и Шанталь Абергель в том же образце вечной мерзлоты, в котором эта исследовательская группа в 2014 году описала самого крупного из известных на данный момент вирусов — Pithovirus sibericum. Образец вечной мерзлоты был добыт в Сибири, его возраст оценивается в 30 тысяч лет.
По состоянию на июль 2016 года род Mollivirus не зарегистрирован в базе данных Международного комитета по таксономии вирусов (ICTV).

## Структура
Первоначально Mollivirus был обнаружен при помощи световой микроскопии как округлые частицы, размножавшиеся в культуре амёб Acanthamoeba castellanii, которая взаимодействовала с тем же образцом вечной мерзлоты из Сибири, в котором был обнаружен Pithovirus. Частицы имели диаметр около 600 нм и были покрыты «опушённым» тегументом. Внутри частицы имеется по крайней мере одна внутренняя липидная мембрана. Вирионы увенчаны 2—4 кольцами, разделёнными промежутками в 20 нм; эти кольца соответствуют различным слоям «волокон» различных длин, окружающих частицу. Тегумент состоит из двух слоёв различной плотности. Наружный слой имеет толщину 10—12 нм и состоит из параллельных полос, разделённых промежутками 30—40 нм, которые видны только под электронным микроскопом на тангентальной плоскости тегумента. Промежуточный слой толщиной 12—14 нм представлен сетью фибрилл, напоминающих те, которые составляют центральный слой тегумента пандоравируса. В отличие от частиц пандоравирусов и Pithovirus, отверстие на верхушке частицы Mollivirus представлено воронкой диаметром 160—200 нм. После попадания в вакуоли клетки-хозяина вирионы, по-видимому, утрачивают свой сферический облик. Как и у других неикосаэдрических вирионов, внутри вирусной частицы Mollivirus не обнаруживается никаких электроноплотных областей, в которых может располагаться вирусная ДНК.

## Жизненный цикл
Во время инфекции, вызванной Mollivirus, клетки амёб сохраняют свою трофозоитную форму в течение всего жизненного цикла вируса, однако через 4—5 часов после инфицирования наблюдается сокращение количества вакуолей в клетках. Как и у всех гигантских вирусов, поражающих Acanthamoeba, репликационный цикл Mollivirus начинается с фагоцитоза амёбой вирусных частиц. Они могут попадать в отдельные мелкие вакуоли или собираться в общую крупную вакуоль. Хотя открывания вирусной частицы пока наблюдать не удалось, слияние внутренней липидной мембраны вируса с мембраной вакуоли и проникновение содержимого вирусной частицы в цитоплазму видны очень хорошо. Как при инфекции, вызванной пандоравирусами, через 3—4 часа после заражения Mollivirus ядро клетки претерпевает сильную перестройку, выражающуюся в появлении многочисленных впячиваний ядерной мембраны. Вскоре новообразованные вирионы появляются на периферии образовавшейся виринной фабрики, в которую входит видоизменённое клеточное ядро, лишённое видимого ядрышка. Другие клеточные органеллы не входят в состав вирионной фабрики. Процесс сборки вирионов Mollivirus напоминает таковой у пандоравирусов: оболочка и внутренняя часть вириона собираются одновременно, за исключением отдельных волокон, которые поодиночке включаются в созревающий вирион. В вирионной фабрике могут накапливаться фрагменты липидных мембран, которые могут принимать участие в сборке внутренней мембраны. Через 6—8 часов после заражения в одной и той же вирионной фабрике наблюдаются вирионы на разных стадиях созревания. Через 6 часов в среде начинают появляться новые вирионы, при этом их выход наружу из клеток не сопровождается лизисом культуры. Иногда встречаются зрелые вирионы, заключённые в вакуоль, поэтому большая часть вирионов выделяется наружу путём экзоцитоза.

## Геном и протеом
Геном Mollivirus представлен линейной двуцепочечной молекулой ДНК длиной 651 тысяч пар оснований (килобаз, кб) и GC-составом 60 %, на каждом конце молекулы находятся тандемные повторы длиной 10 кб. Она кодирует 523 предсказанных белка, для 65 % которых нет известных гомологов (ORFans). Таким образом, Mollivirus представляет отдельное семейство гигантских вирусов. Остальную часть его генома можно разбить на 3 группы: 18 % генов, имеющих гомологи у других вирусов (для 89 % из них ближайшие родственники принадлежат к белкам пандоравирусов), 14 % генов, гомологичных генам эукариот (67 % из них наиболее близки к генам A. castellanii), и 3 % генов, родственных генам бактерий. Для 80 % белков Mollivirus функция не определена. Слабое филогенетическое родство Mollivirus sibericum к пандоравирусам подтверждается тем, что из 136 белков, входящих в состав частиц Mollivirus, только 28 гомологичны белкам вирионов пандоравирусов, причём относительное количество этих белков разительно отличается. Например, первый из белков, общих для Mollivirus и пандоравирусов, является девятым по количеству молекул в вирионах Mollivirus и 39-м в вирионах Pandoravirus salinus. Интересно, что один из наиболее многочисленных белков вириона Mollivirus гомологичен главному капсидному белку крупных икосаэдрических ДНК-содержащих вирусов. Несмотря на отсутствие симметрии, этот белок может принимать участие в сборке вирусной частицы. Любопытно, что ближайшим родственником этого главного капсидного белка является белок A. castellanii, который, по-видимому, был позаимствован амёбой у икосаэдрического вируса, поражающего одноклеточные водоросли. Поэтому соответствующий ген Mollivirus мог попасть в его геном в результате двух успешных актов горизонтального переноса генов: от вируса к хозяину и от хозяина к Mollivirus.
Особенности генома и жизненного цикла позволяют отнести Mollivirus к группе крупных ядерно-цитоплазматических ДНК-содержащих вирусов. Отсутствие транскрипционной машинерии в протеоме Mollivirus, агрессивная перестройка клеточного ядра во время инфекции и наличие сплайсосомных интронов в 3 % генов Mollivirus свидетельствуют о необходимости Mollivirus переносить свой геном в ядро по крайней мере для инициации цикла репликации. Анализ протеома Mollivirus неожиданно показал наличие в нём нескольких рибосомных белков, что уникально для ДНК-содержащих вирусов. Функции этих белков в жизненном цикле вируса ещё не определены.